# 嘧啶酮
嘧啶酮（英語：Pyrimidone）是为2-嘧啶酮与4-嘧啶酮这两种具有C4H4N2O分子式的杂环化合物之一所指定的名称。这些化合物也可被分别叫做2-羟基嘧啶或4-羟基嘧啶，它们基于被取代的嘧啶或1,3-二嗪环。

## 衍生物
嘧啶酮的衍生物是许多其他生物分子的基础，包括：
- 核碱基，例如胞嘧啶
- 巴比妥类药物，例如甲巴比妥

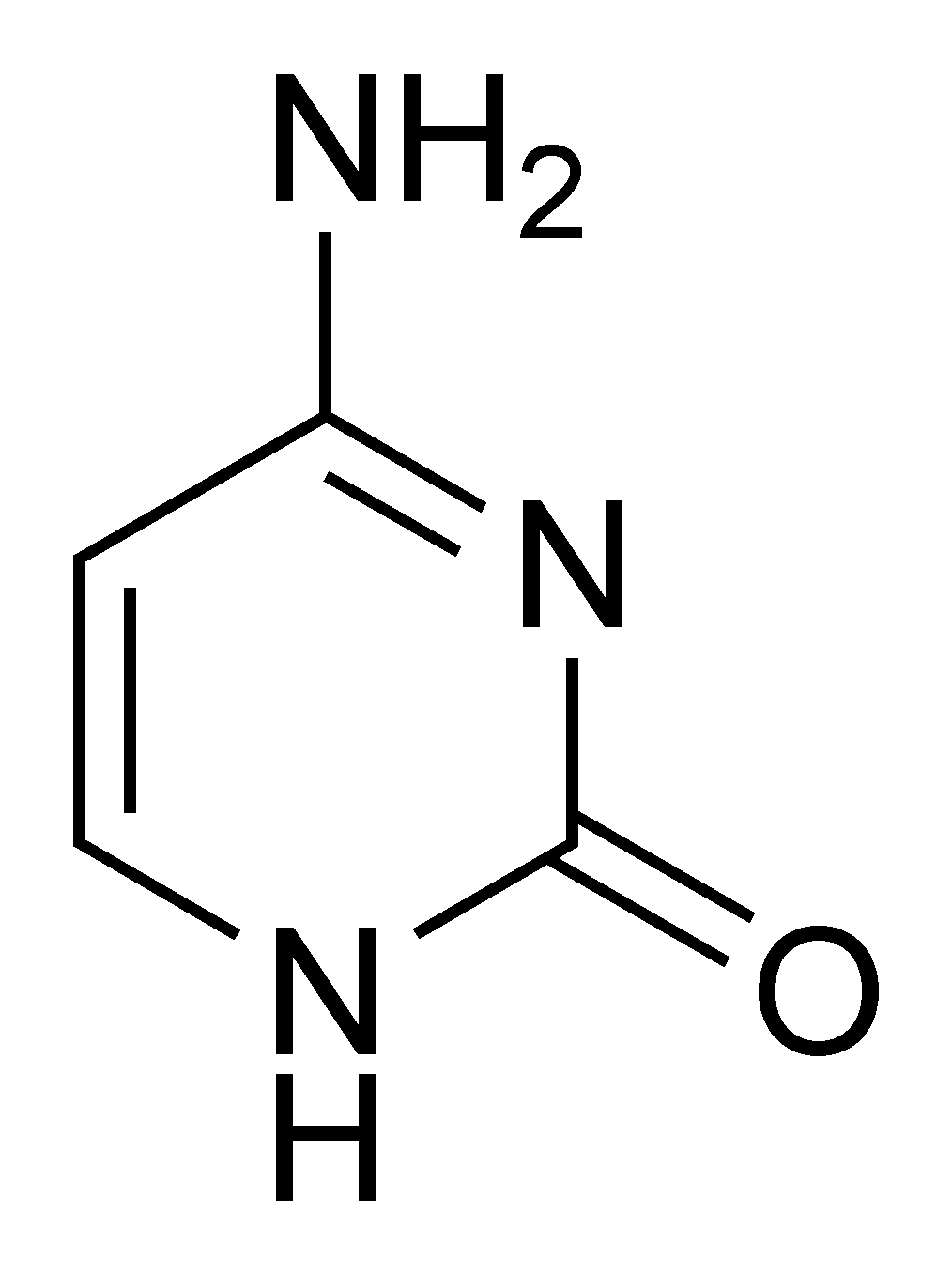
胞嘧啶
甲巴比妥